# Deportarea chinezilor din Uniunea Sovietică
Deportarea chinezilor din Uniunea Sovietică a fost transferul forțat al cetățenilor chinezi și al cetățenilor sovietici de etnie chineză⁠(d)(p561)(p337) din Orientul Îndepărtat al Rusiei, în anii 1920 și 1930 de către guvernul sovietic. Majoritatea deportaților au fost mutați în provincia chineză Xinjiang și în Asia Centrală controlată de sovietici.(p53) Deși în 1926 trăiau peste 70.000 de chinezi în Orientul Îndepărtat al Rusiei, până în 1940 chinezii dispăruseră din regiune.(p73)(p61) Până în prezent, istoria detaliată a eliminării diasporei chineze din regiune încă nu a fost complet dezvăluită și descifrată din arhivele sovietice.(p61)
Considerați adesea străini de societatea sovietică, chinezii erau mai predispuși la represiune politică, din cauza lipsei de expunere la mașinile de propagandă și a indisponibilității lor de a suporta greutățile transformării socialiste.(p75) Din 1926 până în 1937, cel puțin 12.000 de chinezi au fost deportați din Orientul Îndepărtat rusesc în provincia chineză Xinjiang,(p53) aproximativ 5.500 de chinezi s-au stabilit în Asia Centrală controlată de sovietici,(p53) și 3.932 au fost uciși.(p54) Între timp, cel puțin 1.000 de chinezi au fost închiși în lagărele de muncă penală forțată din Komi și Arhanghelsk, lângă Arctica;(p55) Chiar și astăzi, unele sate din Komi sunt încă numite „Cartierul Chinezesc” din cauza prizonierilor chinezi ținuți aici în anii 1940 și 1950.(p191) Spre deosebire de alte popoare deportate, deportarea chinezilor și coreenilor a fost efectuată de membrii Comisariatului Poporului pentru Afaceri Interne (NKVD) de propriile naționalități.(p5) În timp ce coreenii, chinezii și japonezii au fost forțați să părăsească Orientul Îndepărtat al Rusiei, guvernul sovietic a lansat Campania Hetagurovită pentru a încuraja femei necăsătorite să se stabilească în Orientul Îndepărtat, care au înlocuit o parte din populațiile asiatice deportate.(p407)
Grupul pentru drepturile omului Memorial International a păstrat evidența a peste 2.000 de victime chineze ale represiunii politice sovietice, dar a fost aproape imposibil să recunoască numele lor originare chinezești din scrierile rusești. La 30 aprilie 2017, Ultima adresă a pus un panou inscripționat în memoria lui Wang Xi Xiang, o victimă chineză a Marii Epurări, la Biroul din Moscova al Comitetului Internațional al Crucii Roșii⁠(d).

## Context

### Originea sinofobiei
Prin tratatul de la Aigun⁠(d) din 1858 și tratatul de la Peking⁠(d) din 1860, Rusia a dobândit teriitoriile de la nord de Amur și de la est de Ussuri ale Chinei, moment din care Rusia a început să le colonizeze.(p35)(p35) Pentru Rusia, a devenit o urgență integrarea acestor teritorii dobândite după ce a fost învinsă de Japonia în 1905, deoarece ele deveniseră o țintă potențială a expansionismului japonez⁠(d).(p37) Lipsa forței de muncă în Orientul Îndepărtat rusesc din cauza migrației interne insuficiente, împreună cu politicile chineze de colonizare a granițelor sale de nord-est⁠(d) cu Rusia, au dus la un aflux de muncitori chinezi în regiune.(p38)

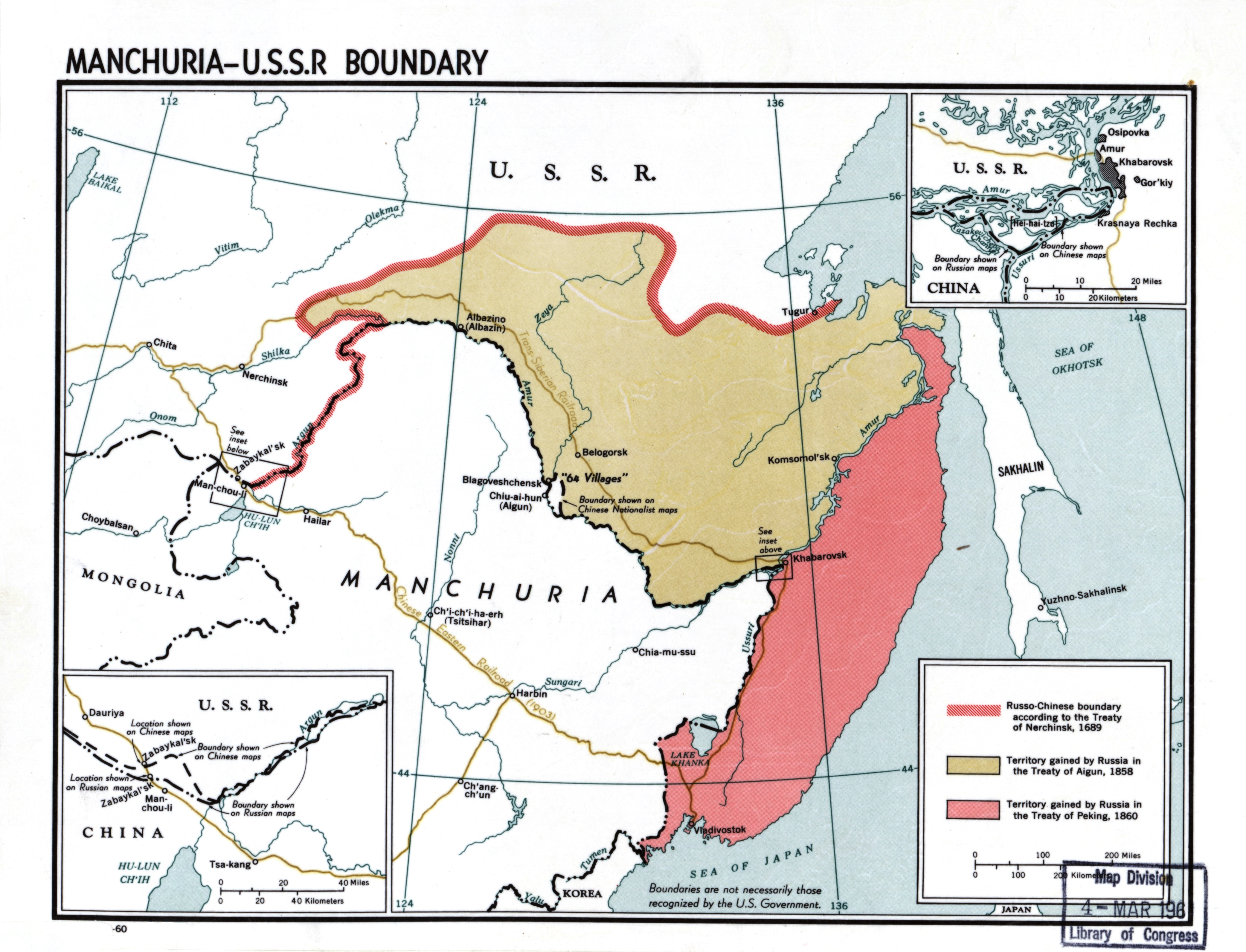
Schimbări ale în secolele al XVII-lea–al XIX-lea

Cu toate acestea, creșterea populației chineze și comerțul cu China au dus la o îngrijorare crescândă în cadrul guvernului rus, având în vedere că imigrația chineză putea remodela demografia regiunii.(p73) Drept urmare, guvernul rus a început să restrângă influența economică chineză,(p43) mai ales când și-a dat seama că băștinașii locali încă îi priveau pe chinezi drept stăpânii de drept ai teritoriilor, în ciuda cuceririi rusești.(p17) După cum spunea VV Grave, un diplomat rus care a explorat regiunea în anii 1910,(p17)
 
Între timp, diaspora chineză din Rusia și-a format propriile comunități care au ocolit autoritățile rusești și practicau obiceiurile chinezești, unde a apărut și criminalitate.(p48) În comparație cu muncitorii ruși, cei chinezi erau mai ieftini, mai supuși și mai eficienți, ceea ce i-a făcut populari în sectorul de afaceri rus.(p53)(p2) Între timp, aceste calități au condus și la o preocupare tot mai mare în societatea și guvernul rus,  care îi considerau pe chinezi o amenințare pentru națiunea rusă.(p53) Pericolul galben⁠(d) era un termen popular cu referire la această amenințare pe la sfârșitul secolului al XIX-lea și începutul secolului al XX-lea.(p53)(pp24-25) Chiar dacă erau născuți pe teritoriu rus, etnicii chinezi din Rusia, ca și alte popoare considerate străine din teritorii cucerite, erau mai degrabă considerați loiali patriilor lor străvechi.(p1) După cum spunea Fridtjof Nansen în 1914,(p1)
 

### Campaniile anti-chinezești
În 1900, guvernatorul militar al regiunii Amur, Konstantin Nikolaevici Gribski, a ordonat expulzarea întregii populații chinezești din regiune. Armata sa a înconjurat peste 3.000 de chinezi lângă Blagoveșcensk și i-a forțat să intre în râul Amur, dintre care doar câteva sute au supraviețuit.(pp37-38) În 1911, Rusia a deportat din nou mii de chinezi din Orientul Îndepărtat în numele controlului epidemiei,(p52) ceea ce a atras critici în cadrul guvernului și mediului industrial rus, din cauza rolului important al chinezilor în economia locală.(p55) În 1913, deși unii dintre membrii congresului de la Habarovsk au identificat din nou muncitorii chinezi ca fiind o amenințare majoră pentru granițele Rusiei, autoritatea a refuzat să întreprindă acțiuni extreme împotriva chinezilor, din cauza rolului indispensabil pe care îl jucau ei în activitatea meșteșugărească locală, în schimb orientându-se spre atragerea mai multor imigranți europeni în Orientul Îndepărtat al Rusiei.(p139) În timpul Primului Război Mondial, întrucât Înaltul Comandament al Armatei Ruse a susținut că Germania recrutează spioni chinezi din Manciuria, câteva mii de negustori chinezi au fost deportați din toate zonele aflate sub conducere militară în 1914. Între timp, chinezilor li s-a interzis și intrarea în imperiu, în ciuda poziției neutre a guvernului chinez față de război.(pp79)(p234)
Tentativa de a opri imigrația chineză a fost în scurt timp întreruptă, deoarece războiul mondial a provocat un deficit grav de forță de muncă în Rusia. Odată cu ridicarea restricțiilor asupra migranților chinezi, guvernul rus a început să introducă proactiv numeroși chinezii pentru a lucra în Rusia în 1915.(p44) Drept urmare, guvernul a recrutat aproximativ 400.000 de muncitori chinezi care lucrau în toate părțile Rusiei.(p86) Ei au avut însă de suferit de pe urma războiului civil din Rusia, deoarece erau discriminați și reprimați de mai multe părți aflate în conflict. De exemplu, regimurile Semionov⁠(d) și Kalmîkov⁠(d) susținute de japonezi îi vizau în mod deosebit pe întreprinzătorii chinezi, față de omologii lor coreeni, pentru jafuri.(p28) Potrivit documentelor diplomatice chineze, Armata Albă îi executa pe chinezii pe care îi captura și le expunea cadavrele în public în scop de intimidare. Bărbații chinezi erau adesea adunați și executați sumar. Armata Roșie s-a comportat, probabil, și mai rău. Soldații indisciplinați ai Armatei Roșii au prădat și au ars sate locuite de etnici chinezi, au violat femei, au ucis chinezi la întâmplare, au închis și torturat bărbați de vârstă militară și au internat femei și copii. Mulți ofițeri de rang mic ai Armatei Roșii considerau pe orice persoană care nu vorbea rusa un potențial spion sau agent străin. În plus, armata albă percheziționa la întâmplare bunurile muncitorilor chinezi. La orice suspiciune, muncitorii erau considerați de aceștia comuniști și uciși pe loc.(pp112-113) În cele din urmă, printre muncitorii chinezi din Rusia, aproximativ 50.000 s-au alăturat Armatei Roșii sovietice, în timp ce majoritatea celorlalți s-au întors în China cu ajutorul guvernului chinez, al Societății Chineze de Cruce Roșie⁠(d) și al sindicatului chinez din Rusia.(p86)

### Intervenționismul chinez
Conform Tratatului de la Aigun⁠(d) din 1858, populația chineză din fostele teritorii chinezești cedate Rusiei au rămas supuși chinezi care aveau drepturi extrateritoriale și imunitate față de stăpânirea rusă. Intervențiile diplomatice ale chinezilor pentru a proteja astfel de drepturi au avut adesea succes și au rămas valabile până la Răscoala Boxerilor.(p37) Odată cu formarea Republicii Chineze în 1912, guvernul republican, spre deosebire de guvernul imperial anterior, s-a preocupat mai mult de cetățenii chinezi de peste mări și și-a încurajat cetățenii din Rusia să formeze diferite grupuri autonome.(p854) Aceste grupuri erau co-înregistrate la guvernele rus și chinez, iar rapoartele lor anuale erau trimise la Beijing, și liderii lor erau mandatați de la Beijing. Guvernul rus avea doar cunoștințe limitate cu privire la legăturile strânse ale acestor grupuri cu China. În același timp, societățile chineze soluționau disputele în cadrul comunității chineze, în ciuda jurisdicției ruse, din cauza slăbiciunii administrației rusești din Orientul Îndepărtat.(pp855-856)

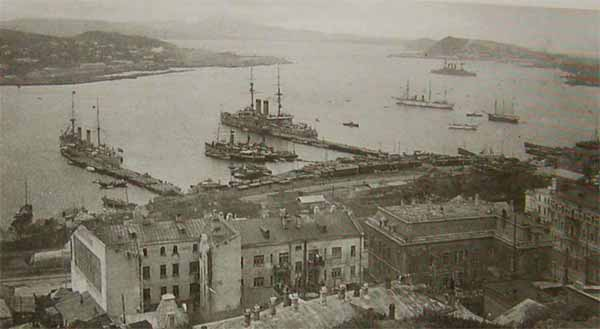
', un crucișător chinez (stânga) și ', un cuirasat japonez (dreapta) în Vladivostok, Rusia, în 1918, în timpul.

În timpul Războiului Civil Rus, în timp ce Statele Unite și Japonia au trimis trupe la Vladivostok⁠(d) pentru a-și proteja cetățenii, oficialii chinezi, inclusiv emisarul chinez Lu Shiyuan din oraș, au făcut cereri la Beijing pentru protecție militară în 1917.(p61-62) Astfel, în aprilie 1918, guvernul chinez a trimis crucișătorul Hai Yung⁠(d) de la Shanghai la Vladivostok. În lunile următoare, guvernul chinez a închiriat mai multe nave de pasageri din China pentru a-și evacua cetățenii din regiune.(pp69-70) În 1919, au fost desfășurate navele de război chineze Chiang Hung, Li Chuan, Li Sui⁠(d) și Li Chieh⁠(fr)[traduceți], (pp237) pentru a proteja drepturile chinezilor la navigație⁠(d) pe Amur.(p239) În 1920, Yung Chien⁠(d) a fost trimis la Vladivostok pentru a-l înlocui pe Hai Yung. Yung Chien a fost ultima navă de război a misiunii chineze, părăsind Vladivostokul la începutul anului 1921.
Sub dominație sovietică, reprezentanțele diplomatice ale Republicii Chineze, considerată o țară prietenă cu Uniunea Sovietică, au fost scutite de închidere, spre deosebire de cele ale altor țări. Începând cu 1938, în Uniunea Sovietică existau 10 oficii consulare chinezești, dintre care cinci din Asia Centrală erau controlate de autoritățile locale din Xinjiang, și nu de guvernul central al Chinei, iar restul erau la Vladivostok, Habarovsk, Blagoveșcensk, Cita și Novosibirsk. Excepționala prezență a reprezentanțelor diplomatice chinezești s-a datorat sprijinului sovietic pentru Republica Chineză în Războiul Sino-Japonez. Cu toate acestea, atitudinea prietenoasă nu s-a extins asupra locuitorilor chinezi din Uniunea Sovietică. Chinezii aveau o imagine negativă în rândul sovieticilor, iar guvernul sovietic îi considera o amenințare la adresa statului datorită asocierii lor cu statul marionetă japonez Manchukuo și cu Japonia. NKVD-ul considera ostilitatea față de japonezi din rândul comunităților ca fiind o consecință a provocărilor spionilor japonezi de a incita la asasinarea supușilor japonezi, oferind astfel Japoniei un casus belli împotriva Uniunii Sovietice.

### Evoluția politicilor sovietice
După Războiul Civil Rus, Partidul Comunist a introdus Noua Politică Economică, care a atras curând imigranții chinezi înapoi în Orientul Îndepărtat Rus, unde lipsea forța de muncă. Deși guvernul sovietic a adus în regiune și 66.202 de oameni din Europa,(p86) numărul tot mai mare de chinezi a continuat să aibă un impact extraordinar asupra economiei locale. Până la sfârșitul anilor 1920, chinezii controlau mai mult de jumătate din unitățile comerciale și din piața comercială din Orientul Îndepărtat. 48,5% dintre negustorii cu amănuntul de produse alimentare erau chinezi și 22,1% dintre alimente, băuturi și tutun erau vândute de chinezi.(p41) De-a lungul timpului, cei mai mulți chinezi din Rusia pre-revoluționară trăiau în Orientul Îndepărtat Rus, în special în Vladivostok. Conform recensământului din 1926⁠(d), în Vladivostok trăiau 43.513 chinezi, ceea ce reprezenta 67% din totalul populației chinezești din Orientul Îndepărtat.(p24) Această cifră ar putea însă să subestimeze populația locală chineză, deoarece nu includea informațiile privind lucrătorii sezonieri proveniți din China.(p41) Dintre chinezii localnici, 98% nu aveau cetățenie sovietică.(p10)
La începutul guvernării comuniste, guvernul sovietic a încercat să înflorească comunitatea chineză, permițând publicarea ziarelor chinezești, încurajând înființarea sindicatelor chinezești și promovând educația de alfabetizare în rândul chinezilor.(p61) În special, guvernul a încercat să promoveze în rândul chinezilor o formă latinizată de chineză⁠(d), în speranța că aceștia vor răspândi revoluția comunistă înapoi în țara lor de origine.(p199) În 1926, Comisariatul Poporului pentru Afaceri Externe⁠(d) a hotărât însă să folosească orice mijloace pentru a-i împiedica pe chinezi și coreeni să migreze pe teritoriul sovietic, deoarece considera că aceștia pun în pericol Uniunea Sovietică. Coreenii au început să fie relocați din Orientul Îndepărtat, în timp ce au fost luate măsuri de „împingere” a chinezilor din zona de graniță.(pp116-117) În 1928, Geitsman, un reprezentant regional al Comisariatului Poporului pentru Afaceri Externe din Vladivostok, scria că puterea economică a chinezilor va submina autoritatea politică a Uniunii Sovietice.(pp213-214) El a mai propus ca un coreean să ia locul fiecărui muncitor chinez deportat,(p100) în timp ce Vladimir Arseniev, care participase la deportarea chinezilor în epoca țaristă, a înaintat un raport Comisiei pentru Orientul Îndepărtat⁠(d), sfătuind ca migrația liberă din China și Coreea să fie oprită în zonele învecinate cu aceste țări și ca zona să fie umplută cu migranți din Siberia și din Europa.(p117)
De la sfârșitul anilor 1920, Uniunea Sovietică și-a înăsprit controlul de-a lungul frontierei sino-sovietice cu următoarele măsuri: 1) controale de securitate mai stricte pentru intrarea în Uniune; 2) taxarea cu 34% a pachetelor care ieșeau din țară, cu valoare mai mică de 300 de ruble. Când chinezii părăseau Uniunea Sovietică, ei trebuia să plătească o taxă suplimentară de 14 ruble la ieșire și să fie controlați până la piele. Remitențele chinezilor au fost restricționate. Impozitarea suplimentară, inclusiv pentru licența de afaceri, venituri, profituri, datorii private, utilizarea docuri, școală etc., a fost atribuită chinezilor și proprietăților lor. Chinezii au fost nevoiți să se alăture sindicatului local al muncitorilor, drept condiție obligatorie pentru a avea un loc de muncă.(pp27-28) Astfel, după 1926, populația chineză a început să scadă ca urmare a politicii sovietice de respingere a muncitorilor străini, de a pune capăt afacerilor private și de a elimina crimele din regiune.(pp24-25) În ciuda scăderii populației chineze, guvernul sovietic încă îi considera pe est-asiatici, inclusiv chinezi, japonezi și coreeni, drept o amenințare majoră pentru țară, mai ales după ce invazia japoneză a Manciuriei din 1931 a agravat amenințarea japoneză la adresa Uniunii Sovietice.(pp142-143)

## Deportarea în anii 1920

### Colectivizarea stalinistă
Din 1928 până în 1932, deoarece colectivizarea a dus la o creștere semnificativă a tensiunii rasiale; sentimentele anti-chineze și anti-coreene severe au dus la plecări masive ale populației chineze și coreene din regiune.(p840) În Orientul Îndepărtat Rus, 7.978 de chinezi reprezentau 37% dintre cei care dețineau o proprietate în zonele urbane. Printre proprietarii chinezi, se numărau 2.372 care angajau cel puțin un muncitor. Deși majoritatea conduceau doar mici afaceri, proprietățile lor au fost toate confiscate de guvernul sovietic pe fondul transformării socialiste.(pp90-91) Spre deosebire de coreenii din Uniunea Sovietică, fermierii chinezi aveau familiile în China, și astfel nu erau dispuși să lucreze permanent în Uniunea Sovietică. Astfel, includerea acestora de către sovietici la colectivizare a dus la nemulțumiri în rândul lor. Între timp, existau îngrijorări tot mai mari în cadrul guvernului, deoarece chinezii localnici nu puteau fi controlați. Autoritatea a recunoscut că are prea puține informații despre lucrătorii temporari chinezi care veniseră în Rusia fără un permis legal și se întorseseră la fel. Ei s-au plâns că chinezii și-au scos din țară profiturile realizate în Rusia.(pp90-91) Drept urmare, guvernul a refuzat să ofere chinezilor terenuri agricole, a scăzut intenționat prețul produselor agricole chinezești și i-a expulzat pe cei care nu se supuneau. Fermele colective conduse de chinezi au fost și ele loate în colimator cu ocazia Marii Epurări din 1933, în timpul căreia conducătorii mai multor ferme colective chinezești au fost condamnați pentru contrabandă și alte infracțiuni. Sub Iosif Stalin, traficul și contrabanda erau infracțiuni politice grave care erau sever secționate, dar aceste infracțiuni au fost doar scuze convenabile pentru arestări. Mulți din cei acuzați nu trecuseră niciodată granița, în timp ce deportările au devenit un instrument legal puternic pentru controlul regiunii de graniță.(p131)

### Conflictul sino-sovietic din 1929

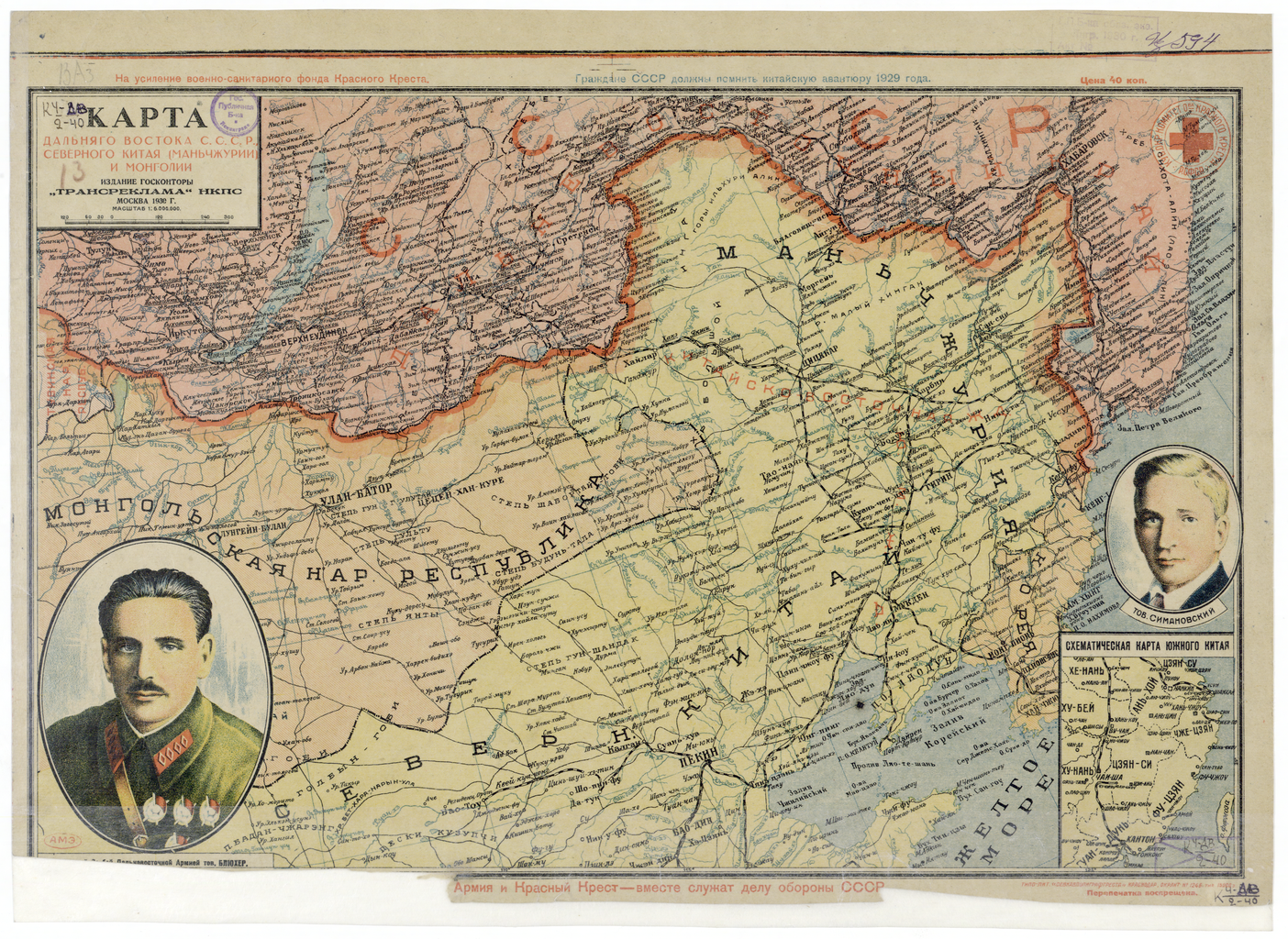
Granița sino-sovietică după conflict

În mai 1929, susținută de guvernul naționalist⁠(d) al lui Chiang Kai-shek, armata liderului militar manciurian Chang Hsueh-liang⁠(d) a efectuat un raid la consulatul sovietic de la Harbin⁠(d) și a reținut cetățenii sovietici de la consulat, ceea ce a dus la represalii sovietice prin arestarea cetățenilor chinezi din Uniunea Sovietică.(p82) Uniunea Sovietică și-a rupt relațiile diplomatice cu China la 19 iulie 1929, toți diplomații fiind rechemați sau expulzați în țările lor de origine. Uniunea Sovietică a suspendat comunicațiile feroviare și a cerut tuturor diplomaților chinezi să părăsească teritoriul sovietic.(p82) Guvernul sovietic i-a forțat pe chinezi să se mute în Manciuria. Mii de chinezi din Irkutsk, Cita și Ulan-Ude au fost arestați din motive precum încălcarea ordinelor locale și evaziune fiscală. Când urmau să părăsească Rusia, toți chinezii care treceau granița cu peste 30 de ruble în numerar erau obligați să plătească surplusul autorității. Dacă aveau 1.000 de ruble în numerar la trecerea graniței, erau arestați, și toți banii erau confiscați.(p30)
Chinezii au fost reținuți în număr masiv, potrivit ziarului Shen Bao⁠(d) din Shanghai. Pe 24 iulie 1929, ziarul spunea că „aproximativ o mie de chinezi care locuiau în Vladivostok au fost reținuți de autoritățile sovietice. Se spunea că toți sunt burghezi”. La 12 august, ziarul a afirmat că încă 1.600–1.700 de chinezi se aflau în închisoare la Vladivostok și că fiecare dintre ei primea zilnic câte o bucată de pâine de secară și suferea diverse torturi. Pe 26 august, ziarul a continuat să informeze că chinezii deținuți la Habarovsk aveau zilnic doar o supă de pâine la masă, și că mulți se spânzuraseră din cauza foametei insuportabile. Pe 14 septembrie, ziarul a afirmat că încă o mie de chinezi au fost arestați în Vladivostok, și că nu mai rămăsese aproape niciun chinez în oraș. La 15 septembrie, ziarul a scris că la Vladivostok fuseseră arestați peste 1.000 de chinezi în perioada 8–9 septembrie și că se estimează că peste 7.000 de chinezi erau în închisoare în oraș. Pe 21 septembrie, ziarul scria: „Guvernul din Orientul Îndepărtat Rus i-a înșelat pe chinezii arestați și i-a forțat să construiască calea ferată⁠(d) între Heihe⁠(d) și Habarovsk. Muncitorii forțați aveau să mănânce zilnic doar două bucăți de pâine de secară. Dacă lucrau cu vreo întârziere, erau biciuiți până la limita dintre viață și moarte.”(p31)
Deși, după semnarea protocolului de la Habarovsk din 1929, care a soluționat problemele ce cauzaseră conflictul sino-sovietic din 1929, guvernul sovietic i-a eliberat pe majoritatea chinezilor arestați, chinezii eliberați s-au întors în China, întrucât guvernul sovietic îi torturase, bunurile confiscate nu li s-au mai returnat, și existau conflicte între muncitori și patroni, mărfurile aveau prețuri ridicate și nivelul de trai era scăzut.(p31) Conflictul a reprezentat un punct de cotitură în viața oamenilor din zona graniței, și a unit comunitatea sovietică de graniță și a întors-o împotriva chinezilor.(p155) Guvernul sovietic a început să-i oprească pe chinezi să treacă granița după ce Japonia și-a format statul clientelar⁠(d) Manchukuo în nord-estul Chinei⁠(d).(p129) Mulți chinezi din Rusia erau din Manciuria; astfel, Japonia putea pretinde că chinezii din Orientul Îndepărtat Rus sunt supuși ai statului său clientelar.(p12)

## Deportările din perioada 1936–1938

### Lichidarea Millionkăi

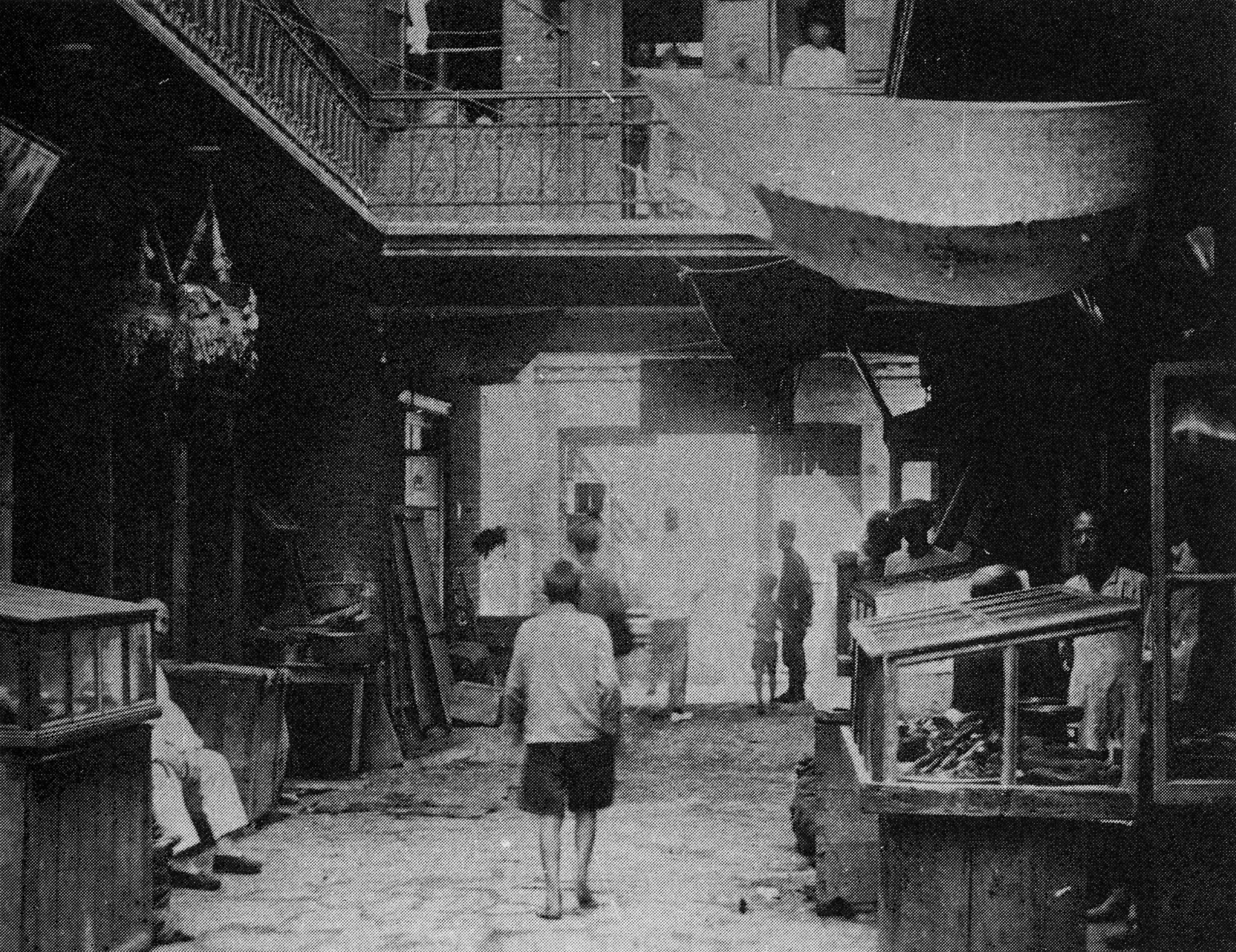
O curte interioară de la Millionka în anii 1920

La 17 aprilie 1936, Biroul Politic sovietic a hotărât să lichideze Millionka⁠(d), cartierul chinezesc din Vladivostok.(p105) Operațiunea a început în mai 1936, când NKVD-ul din Primorsky Krai a căutat și arestat chiriași fără documente, infractori și deținători de bordeluri din Millionka, expulzând toți ceilalți rezidenți chinezi din cartier și confiscând toate proprietățile care aparțineau cetățenilor chinezi.(p105) În mai și iunie 1936, consulatele chineze au intervenit de două ori în represiunea sovietică de la Millionka, deoarece represiunea împotriva infracțiunii și a imigrației ilegale stârnise panică în rândul chinezilor localnici.(p105) Comitetul Central al Partidului Comunist al URSS a discutat în continuare despre lichidarea Millionkăi la 17 iunie 1936, și au aprobat un proiect de răspuns adresat diplomaților chinezi.(p105) Având în vedere impactul negativ al Pactului de Asistență Reciprocă⁠(ja)[traduceți] între Uniunea Sovietică și Republica Populară Mongolă, pe care China o considera un guvern separatist, Biroul Politic Sovietic a ordonat guvernului local să evite să lase impresia că operațiunea vizează chinezii și să termine lichidarea Millionkăi până la sfârșitul anului 1936.(pp42-43)(p105) Autoritatea municipală din Vladivostok a promis și ea că va oferi rezidenților legali chinezi locuințe alternative.(p105) Conform documentelor diplomatice chinezești, de la sfârșitul anului 1935 până la începutul lui 1937, guvernul sovietic a deportat mai multe loturi de chinezi.(p47) Cu toate acestea, odată cu escaladarea războiului dintre China și Japonia în 1937, Uniunea Sovietică și-a reluat deportarea masivă a populațiilor asiatice.(p47)

### Arestările și deportările
Ref. Nr. 52691

22 decembrie 1937

NKVD Habarovsk către Liușkov

Toți chinezii, indiferent de naționalitate, care efectuează acțiuni provocatoare sau cu intenție teroristă, trebuie să fie arestați pe loc.

Ejov

CA FSB al Rusiei. F. 3. Op. 4. D. 152. L. 227.
La 21 august 1937, a început deportarea coreenilor, cel mai mare grup asiatic din Orientul Îndepărtat al Rusiei. Pe 23 octombrie, rușii din Harbin⁠(d) au fost enumerați în continuare ca țintă a epurării după polonezi, germani și coreeni, așa cum anunța Ordinul 693 al NKVD. La 10 noiembrie, Consulatul Republicii Chineze la Cita a raportat Ministerului Afacerilor Externe că sovieticii forțează lunar migrația a 30.000 de europeni în Siberia și Orientul Îndepărtat pentru a consolida apărarea și construcția economică în regiune. Consulatul a mai raportat că, pentru a economisi spațiu pentru migranții europeni și pentru a evita coluziunea chinezilor sau coreenilor cu Japonia și Manchukuo, guvernul sovietic a aplicat politica de a elimina coreenii și chinezii. Cu toate acestea, guvernul chinez nu a acordat prea multă atenție acestor informații din cauza războiului cu Japonia.(p48)
La 22 decembrie 1937, Nikolai Ejov i-a ordonat lui Ghenrih Liușkov⁠(d), președintele NKVD din Orientul Îndepărtat, să-i aresteze pe toți chinezii care fac provocări și par să aibă scopuri teroriste, fără a ține cont de naționalitatea lor.(p48) De multe ori însă, acuzațiile sovieticilor față de chinezi nu erau adevărate. De exemplu, a existat un miner chinez surd și orb, acuzat de autoritatea sovietică că este spion. Un antreprenor chinez pe nume Huang Nanbo a fost arestat pentru că vorbea rusă.(p86) În ziua următoare, Ejov a publicat Planul de suprimare a trădătorilor și spionilor chinezi și a ordonat să se îndepărteze orice ascunzătoare pentru chinezi și alți oameni, să cerceteze locurile cu grijă și să fie arestați atât chiriașii, cât și proprietarii. Orice chinez antisovietic, spion chinez, contrabandist chinez și infractor chinez de naționalitate sovietică trebuia judecat de un grup de trei oameni condus de Liușkov. Spionii chinezi și chinezii antisovietici trebuiau suprimați. Orice străin implicat în astfel de evenimente trebuia expulzat după procese. Oricărei persoane suspecte i s-a interzis să trăiască în Orientul Îndepărtat, Cita și Irkutsk.(pp43-44)
La 31 ianuarie 1938, Biroul Politic sovietic a decis să continue suprimarea minorităților etnice și a adăugat o linie separată pentru chinezi. Ca urmare, arestările masive de chinezi au escaladat la nivel național și au început să apară și acolo unde nu avuseseră loc arestări masive anterior. Guvernul sovietic credea că armata japoneză Kwantung⁠(d) antrenează mulți chinezi vorbitori de limbă rusă să intre în Rusia pentru spionaj. Astfel, a devenit necesar să fie excluși chinezii din regiune pentru a paraliza serviciile de informații japoneze din regiune.(p87) Consulatele Republicii Chineze din Habarovsk și Blagoveșcensk au raportat peste 200, respectiv 100 de chinezi arestați.(p44) Numărul de chinezi arestați a scăzut semnificativ în iunie 1938. În perioada 12–13 ianuarie 1938, peste 20 de chinezi au fost arestați la Blagoveșcensk.(p44) La 21 ianuarie 1938, zeci de oameni care lucraseră anterior pentru Căile Ferate Orientale Chineze au fost împușcați la Habarovsk. Toți chinezii care locuiau în Vladivostok sau trăiau pe o rază de 60 de mile de frontieră au fost deportați. Între august 1937 și mai 1938, 11.000 de chinezi au fost arestați și alți 8.000 de chinezi au fost deportați.(p47) La 22 februarie, consulatul chinez din Habarovsk a raportat încă o sută de chinezi nevinovați arestați în noaptea precedentă de către NKVD și că circulă zvonuri conform cărora chinezii arestați anterior au fost obligați să muncească în acele zone îndepărtate și reci. Pe 2 martie, Consulatul Chinez din Vladivostok a raportat că „autoritățile sovietice i-a căutat pe chinezi zi și noapte, arestându-i pe chinezi chiar și atunci când erau la serviciu. Sovieticii sunt atât de agresivi încât nu este loc pentru nicio concesiune. Faptele au fost la fel de brutale ca și expulzarea chinezilor în 1900⁠(d), în timpul căreia mulți au fost înecați în râul Heilongjiang. Amintirea istoriei mizerabile îi face pe oameni să tremure de frică.”:44-45
După perioade de arestări masive, în Vladivostok mai erau doar puțin peste o mie de chinezi. Autoritatea sovietică a oprit perchezițiile și reținerile timp de o lună. După ce chinezii care au fost adăpostiți de consulatul chinez au părăsit consulatul, autoritatea sovietică a reînceput să efectueze percheziții și să sechestreze chinezi. Deoarece sovieticii stabiliseră puncte de control uriașe în jurul Consulatului Chinez, chinezii nu puteau să se mai întoarcă la consulat pentru ajutor, ceea ce a făcut ca aproape toți chinezii din Vladivostok să fie arestați.(p87) A doua și a treia operațiune masivă de percheziții și sechestrări au condus la arestarea a 2.005 și, respectiv, 3.082 de chinezi. La 7 mai, consulatul chinez din Vladivostok a raportat că 7-8 mii de chinezi în total erau deținuți. Chinezii au umplut închisorile locale; închisoarea supraaglomerată, plus torturile din timpul interogatoriilor, au provocat adesea decese.(pp44-45) Majoritatea chinezilor deportați au sosit în Xinjiang prin RSS Kazahă.(p143) Potrivit lui Liușkov, s-a estimat că 200.000 până la 250.000 de persoane au suferit represiuni în Orientul Îndepărtat Rus din august 1937 până în iunie 1938, cifră reprezentând cel puțin 8% din populația locală, o proporție mult mai mare decât pentru Uniunea Sovietică în ansamblu.(p51) Înlăturarea comunităților chineze și coreene din regiune a provocat și pierderi ireparabile în agricultură, deoarece aceștia erau cei mai productivi cultivatori ai regiunii. Acestea au contribuit la incapacitatea regiunii de a-și îndeplini obiectivul din planul cincinal⁠(d).(p51)

### Reacțiile chinezilor față de deportări
La 10 ianuarie 1938, Yu Ming, însărcinatul cu afaceri⁠(d) al ambasadei chineze la Moscova, a cerut audieri la autoritățile Uniunii Sovietice, cerând eliberarea chinezilor. Solicitarea Chinei de a se întâlni cu ofițerul șef al Departamentului Orientului Îndepărtat din cadrul Comisariatului Poporului pentru Afaceri Externe⁠(d) a doua zi a fost respinsă de ofițerul care a pretins că este bolnav. La 13 ianuarie, unii chinezi au raportat consulatelor chineze din Vladivostok și Habarovsk că chinezii deținuți mor de foame și chiar sunt torturați până la moarte, dar NKDA a respins orice întâlnire sau donație de alimente din partea consulatelor chineze. La 28 ianuarie, consulatul chinez din Vladivostok a raportat Ministerului Chinez al Afacerilor Externe: „cum să credem că (autoritatea sovietică) a spus că chinezii au comis spionaj!”(p48)
Pe 6 februarie, abuzurile sovietice asupra chinezilor au ajuns pe prima pagină a ziarului Central Daily News⁠(d) , ziarul oficial al naționaliștilor chinezi care guvernau. La 14 februarie, consulatul chinez din Vladivostok a raportat Ministerului Afacerilor Externe că „sovieticii au jefuit totul, în special bani și bunuri; dacă s-ar fi ascuns pe undeva, chinezii ar fi fost extrași prin tortură și mulți oameni au fost uciși în urma unei astfel de detenții, care au fost mizerabile și dure până la extrem”. La 17 februarie, consulatul chinez din Habarovsk a protestat împotriva torturilor în timpul interogatoriilor, cerând Uniunii Sovietice să elibereze chinezii arestați.(pp44-45, 48) La 19 februarie, Central Daily News a protestat din nou împotriva aburzurilor sovietice asupra chinezilor. La 21 februarie, Kung Sheung Daily News⁠(d), cu sediul în Hong Kong, a republicat relatarea japoneză a brutalității sovietice împotriva chinezilor, exprimându-și indignarea față de faptele Uniunii Sovietice.
41 - Chestiunea NKVD
1. Opriți deportarea chinezilor din Teritoriul Orientul Îndepărtat, permițând recolonizarea în Xinjiang a acelor chinezi care își exprimă dorința voluntară de a o face. Recolonizarea chinezilor în Kazahstan trebuie oprită complet.
2. Pentru chinezii care doresc voluntar să plece în Xinjiang, oferiți asistență completă (pentru vânzarea proprietăților, eliberarea rapidă a documentelor, asistență în transportul la gară, în cazuri excepționale, ajutor financiar etc.)
3. Chinezii care doresc să călătorească în Xinjiang trebuie trimiși acolo pe cheltuiala lor.
4. Pentru cetățenii chinezi și cetățenii sovietici ce locuiesc în teritoriul zonelor de frontieră interzise și în al zonelor fortificate în cazul în care nu-și exprimă dorința să plece în Xinjiang, recolonizați-i în afara acelor zone în alte zone de pe teritoriul regiunii.
5. Pentru toți acei chinezi și familiilelor care, luați din locuri pentru deportare în Kazahstan, și-au pierdit locuințele și nu doresc să plece în Xinjiang, precum și pentru acei chinezi care deja s-au ridicat să plece în Xinjiang sau se află deja în trenuri, dar doresc să rămână în Teritoriul Orientul Îndepărtat, recolonizați-i în Teritoriul Orientul Îndepărtat, dar în afara zonelor interzise de frontieră și a zonelor fortificate.
6. Chinezii arestați, cu excepția celor condamnați și acuzați de spionaj, sabotaj activ, terorism, vor fi eliberați și deportați în Xinjiang împreună cu familiile și proprietățile lor.

Pe viitor, arestările în masă ale chinezilor vor fi oprite. Arestările chinezilor trebuie efectuate dacă există suficiente informații care să îi incrimineze de activități contrarevoluționare sau fapte penale. Cazurile de chinezi arestați trebuie înmânate autorităților judiciare relevante.
Din 18 aprilie 1938, Wang Chonghui⁠(d), ministrul de externe al guvernului naționalist al Chinei, și Ivan Trofimovici, ambasadorul sovietic în China, s-au întâlnit pentru patru zile de convorbiri despre detenția cetățenilor chinezi în Orientul Îndepărtat al Rusiei. S-a ajuns la șapte concluzii, după cum urmează:(p50)
1. Uniunea Sovietică este dispusă să plătească cheltuielile de relocare a cetățenilor chinezi în teritoriul interior al Uniunii și în Xinjiang, dar acest lucru ar trebui făcut de către guvernul local sovietic etapă cu etapă.
2. Uniunea Sovietică oferă cetățenilor chinezi o anumită perioadă de timp, care variază de la două săptămâni la o lună, pentru a încheia probleme personale.
3. Uniunea Sovietică îi va reloca doar pe chinezii care au capacitatea și dorința de a lucra în Uniunea Sovietică în interiorul ei și va oferi variante pentru restul chinezilor să se întoarcă în China prin Xinjiang.
4. Uniunea Sovietică îi va ajuta pe chinezi să dispună de bunurile imobile, fie prin vânzare, fie prin încredințare. Dacă nu există un mandatar disponibil, consulatele chineze pot servi drept mandatar, numai dacă imobilele masive nu sunt încredințate consulatelor. Autoritățile locale vor trimite oficiali speciali să acorde asistență.
5. secțiunea de afaceri externe a autorităților locale trebuie să întocmească o listă de nume de chinezi pentru relocare, așa cum este definit la articolul 3; o copie a listei va avea precizată ora relocării. Cele două documente trebuie să fie transmise prin reprezentanțe diplomatice la Consulatele Chinei din Vladivostok, Habarovsk și Blagoveșcensk, în scopuri de înregistrare.
6. Uniunea Sovietică permite soțiilor sovietice ale chinezilor să se mute în China.
7. Uniunea Sovietică este de acord în principiu să elibereze chinezii arestați, cu excepția cazului în care persoana săvârșise infracțiuni grave.

Cu toate acestea, guvernul sovietic a refuzat să ofere orice garanție scrisă a concluziilor, în timp ce China nici nu a insistat să aibă o garanție scrisă, sperând să păstreze bune relații cu Uniunea Sovietică în timpul războiului cu Japonia.(p50) Între timp, fără să dea vreo dovadă a crimelor comise de chinezii arestați, oficialii sovietici le-au transmis în mod repetat diplomaților chinezi directive cum ar fi:
| “ | Recunoaștem pe deplin existența relațiilor de prietenie între Uniunea Sovieticăși China și credem că o lichidare hotărâtă a acesor agenți japonezi din rândul trădătorilor chinezi este nu doar în folosul Uniunii Sovietice, ci este și în favoarea Chinei, întrucât astfel îi protejăm și interesele sale naționale. | ” |

La 20 mai 1938, guvernul sovietic a informat ambasada chineză cu privire la noua politică privind deportarea chinezilor. În timp ce diplomații chinezi încă negociau cu guvernul sovietic despre vânzarea proprietăților deținute de chinezi, primul lot de 1.379 de chinezi a plecat de la Vladivostok spre Aiagoz⁠(d), RSS Kazahă, de unde urmau să fie transferați în continuare în Xinjiang. Deși politica sovietică pretindea că chinezii sunt transportați voluntar, deportarea a fost de fapt forțată. La 3 iunie 1938, Nikolai Ejov a emis un ordin adresat lui Ghenrih Liușkov⁠(d). Conform ordinului,(pp50-51)
1. Chinezii fără acte de identitate chinezești sau sovietice sunt obligați să obțină pașapoarte chinezești de la consulatele chineze.
2. Soțiile sovietice ale bărbaților chinezi trebuie să renunțe la cetățenia lor sovietică dacă merg în Xinjiang.
3. Soțiile chineze ale bărbaților chinezi cu legitimații sovietice valabile ar trebui deportate în RSS Kazahă, împreună cu soții lor.
4. Dacă soția sovietică a unui bărbat chinez este de o naționalitate supusă deportării, deportarea în China nu este permisă.
5. Stația de destinație a deportaților chinezi este Aiagoz, de unde trebuie să călătorească în Xinjiang prin punctul de trecere a frontierei Bahtî⁠(en)[traduceți].
6. Stația de pornire a deportării va fi anunțată în cele ce urmează de către Stanislav Redens.
7. Cheltuielile pentru primul lot de deportare urmează să fie plătite din soldul curent, dar alte fonduri speciale vor fi pregătite în câteva zile.

La 10 iunie 1938, Biroul Politic sovietic a adoptat rezoluția privind strămutarea chinezilor din Orientul Îndepărtat, prin care înceta constrângerea chinezilor din Orientul Îndepărtat rus. Detaliile politicii de implementare au fost trimise de la Nikolai Ejov lui Ghenrih Liușkov în ziua următoare. De la mijlocul lunii iunie până la sfârșitul anului 1938, deportarea a continuat. Astfel, au mai rămas puțini chinezi în regiune în 1939.(p52) În noiembrie 1938, ambasada chineză a făcut o cerere guvernului sovietic pentru eliberarea deținuților chinezi, dintre care aproximativ 1.000 au fost eliberați și deportați în Xinjiang.(pp52-53)

### Destinația deportaților
Potrivit înregistrărilor guvernului sovietic, de la sfârșitul anului 1937 până la începutul lui 1938, mii de chinezi au fost arestați de NKVD. Din mai până în iulie 1938, 11.200 de chinezi au fost deportați cu trenul, dintre care 7.900 au fost trimiși în Xinjiang, 1.400 în RSS Kazahă și 1.900 în diferite părți ale Orientului Îndepărtat. Din iunie până în iulie 1937, patru trenuri care transportau 7.310 de migranți chinezi și familiile acestora au plecat de la Vladivostok către Xinjiang prin RSS Kazahă. Cei care obținuseră cetățenia sovietică sau nu doreau să se întoarcă în China au fost transportați cu un tren în zonele din regiunea Habarovsk, departe de granițele internaționale.:18 Conform documentelor diplomatice chineze, rapoartelor guvernului din Xinjiang și deciziei sovieticilor de a elibera chinezii care au comis infracțiuni minore, au existat cel puțin 12.000 de chinezi care au fost deportați din Orientul Îndepărtat al Rusiei în Xinjiang.(p53) Rezultatele recensământului sovietic din 1936 sugerează că au existat cel puțin 5.500 de chinezi care s-au relocat în Asia Centrală.(p53) În plus, conform bazei de date a victimelor terorii de stat din Uniunea Sovietică, compilată de Memorial, au fost împușcați 3.932 de chinezi, majoritatea de la începutul lunii august până la sfârșitul lunii noiembrie 1938.(p54) Conform arhivelor Gulagului, la 1 ianuarie 1939, 3.179 de etnici chinezi au fost reținuți în Gulag, dintre care 1.794 erau cetățeni chinezi. La 1 ianuarie 1942, numărul etnicilor chinezi deținuți în lagărele de muncă forțată a ajuns la 5.192.

## Memoria

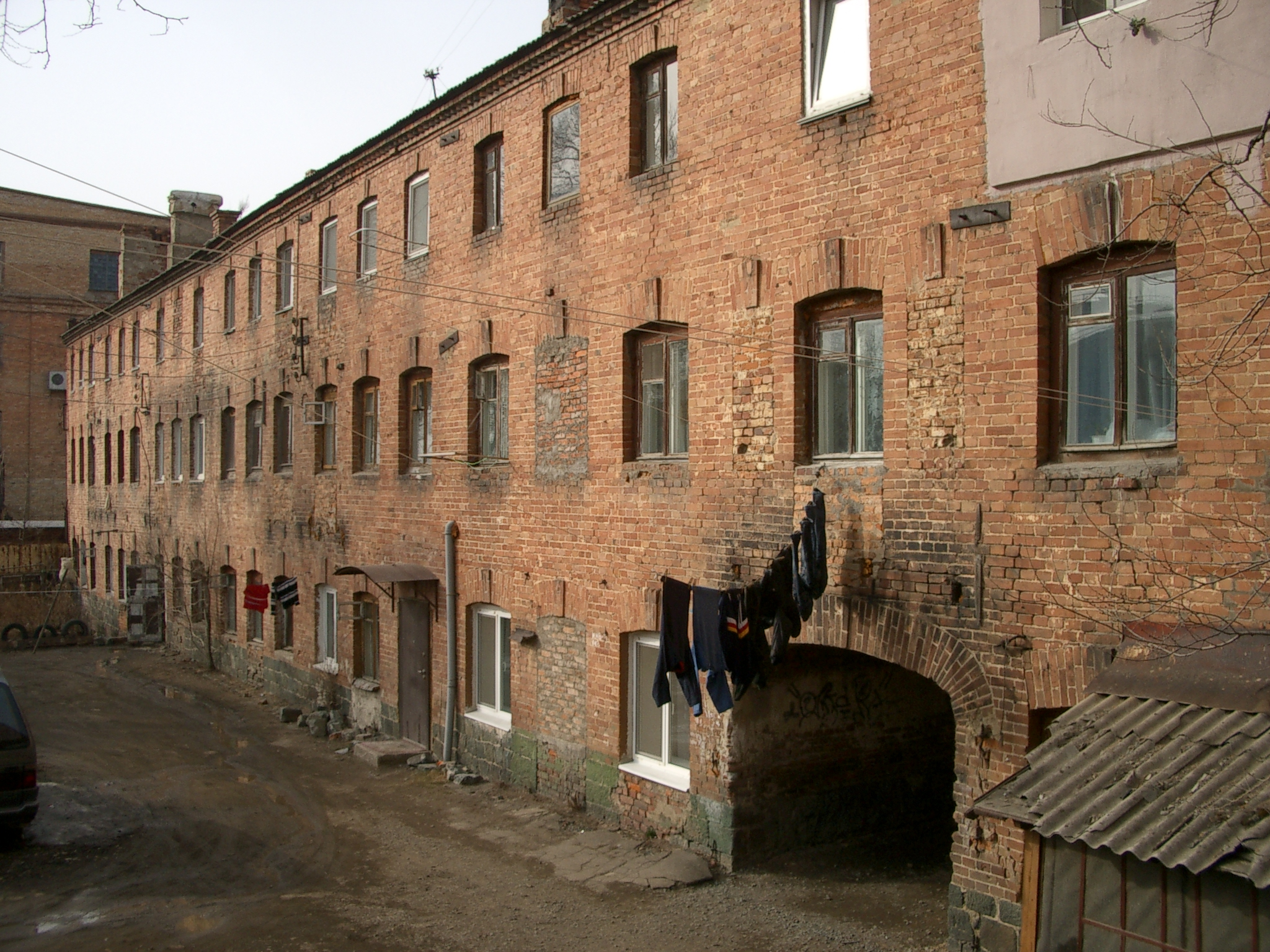
Casa lui Lee Qi Zeen din fosta Millionka, Vladivostok.

După deportare, Millionka a devenit un oraș fantomă. Semnele magazinelor au fost dărâmate. Toate prăvăliine dispăruseră. Nu era niciun semn că chinezii ar fi locuit în vecinătate. Timp de o jumătate de secol, în Vladivostok au locuit doar cetățeni sovietici, până la prăbușirea Uniunii Sovietice în 1991. Pe măsură ce muncitorii și negustorii chinezi s-au întors în oraș din 1992, ei s-au confruntat din nou cu vechile suspiciuni staliniste cu privire la străini și cu tensiunile rasiale⁠(d). La 8 iunie 2010, cadavre de chinezi, suspectate a fi victime ale Marii Epurări, au fost redescoperite în Millionka. În ultimii ani, cartierul a fost marcat drept „Arbatul⁠(d)” Vladivostokului de către autoritățile turistice locale, unde există restaurante de lux și hoteluri elegante, deși nu există nicio mențiune despre istoria vechiului cartier chinezesc.
Astăzi, unele sate din Komi sunt numite „Orașul chinezesc” din cauza deținuților chinezi aduși acolo în deceniile anilor 1940 și 1950.(p191)

## Monumente
Grupul pentru drepturile omului Memorial International a păstrat evidența a peste 2.000 de victime chineze ale represiunii politice sovietice, dar a fost aproape imposibil să recunoască numele lor originale chinezești din scrierile rusești. La 30 aprilie 2017, Ultima adresă a așezat o plachetă în memoria lui Wang Xi Xiang, o victimă chineză a Marii Epurări la Biroul din Moscova al Comitetului Internațional al Crucii Roșii⁠(d).